# Charles Findlay Davidson

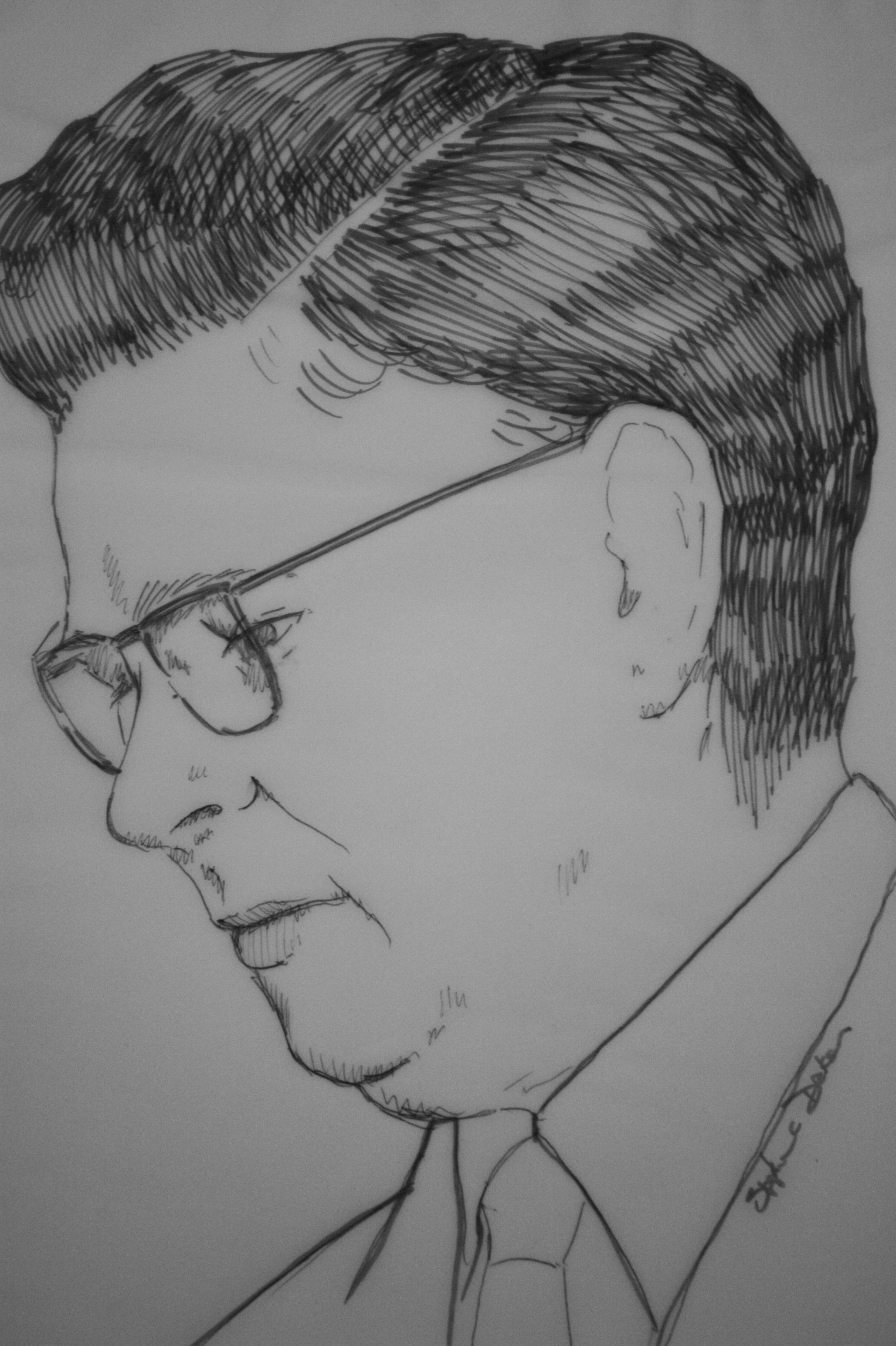
Zeichnung: Charles Findlay Davidson

Charles Findlay Davidson (* 16. Juli 1911; † 1. November 1967) war ein britischer Geologe.
Davidson studierte Geologie und Mineralogie an der Universität St. Andrews mit dem Abschluss 1933. Danach war er Hilfs-Kurator am Museum of Practical Geology in London. Im Zweiten Weltkrieg beriet er die britischen Geheimdienste als Wehrgeologe und wurde 1944 Chefgeologe einer Spezialeinheit des Geological Survey of Great Britain (später der Atomic Energy Division zugeordnet), die nach Uran für das Kernwaffen- und Kernenergieprogramm der Alliierten suchen sollte. Anfang der 1950er Jahre war er an der Entdeckung großer Uranvorkommen in Kanada (durch den Geologen Franc Joubon) beteiligt. 1955 wurde er Professor für Geologie und Mineralogie an der Universität St. Andrews, was er bis zu seinem Tod blieb.
Seit 1935 war er Fellow der Royal Society of Edinburgh. 1965 erhielt er die Lyell Medal.